# Rustington
Rustington – wieś w Anglii, w hrabstwie West Sussex, w dystrykcie Arun. Leży 20 km na wschód od miasta Chichester i 82 km na południe od Londynu. W 2001 miejscowość liczyła 13 210 mieszkańców.